# De Nios översättarpris
De Nios översättarpris – nagroda przyznawana tłumaczom literackim przez szwedzkie Towarzystwo Dziewięciu, ufundowane testamentem szwedzkiej pisarki Lotten von Kræmer.

## Nagroda
Nagroda została przyznana po raz pierwszy w 1970 roku. Nie jest przyznawana corocznie.
Każdy z laureatów otrzymuje 100 000 koron szwedzkich.

## Laureaci
Od 1970 roku Towarzystwo Dziewięciu ogłosiło 70 laureatów:
- 1970: Hans Björkegren oraz Irma Nordvang(inne języki)[4]
- 1977: Bengt Jangfeldt(inne języki)
- 1978: Carl-Henrik Wittrock(inne języki)
- 1980: Géza Thinsz(inne języki), János Csatlós(inne języki)[5] oraz Pierre Zekeli(inne języki)
- 1982: Tord Bæckström(inne języki)[6], Ulrika Wallenström(inne języki), Lars Erik Blomqvist(inne języki) oraz Caj Lundgren(inne języki)
- 1985: Eva Alexanderson(inne języki)[7]
- 1986: Mårten Edlund(inne języki)[8]
- 1987: Annika Ernstson(inne języki), Arne Lundgren(inne języki)[9] oraz Johan Malm(inne języki)
- 1988: Martin von Zweigbergk(inne języki), Barbara Lönnqvist(inne języki) oraz Bertil Cavallin(inne języki)
- 1989: Marion Wajngot(inne języki), Marianne Eyre(inne języki), Eva Liljegren(inne języki)[10], Irmgard Pingel(inne języki) oraz Bengt Samuelson(inne języki)
- 1994: Anders Bodegård, Lasse Söderberg(inne języki), Jan Stolpe(inne języki) oraz Ingvar Björkeson(inne języki)
- 1995: Ingrid Ingemark(inne języki) oraz Ulla Roseen(inne języki)
- 1996: Astrid Lundgren(inne języki), Sture Pyk(inne języki)[11], Bertil Albrektson(inne języki) oraz Hans-Jacob Nilsson(inne języki)
- 1997: Thomas Warburton oraz Gun-Britt Sundström(inne języki)
- 1998: Jens Nordenhök(inne języki)
- 1999: Margaretha Holmqvist(inne języki), Inger Johansson(inne języki) oraz Dan Shafran(inne języki)
- 2000: Staffan Holmgren(inne języki)
- 2001: Marianne Sandels(inne języki) oraz Tetz Rooke(inne języki)
- 2002: Hesham Bahari(inne języki), Peter Handberg(inne języki) oraz Rose-Marie Nielsen(inne języki)
- 2005: Ervin Rosenberg(inne języki), Camilla Frostell(inne języki) oraz Maria Ekman(inne języki)
- 2007: Carmen Cima(inne języki), Maria Ortman(inne języki) oraz Martin Tegen(inne języki)
- 2009: Meta Ottosson(inne języki), Erik Ågren(inne języki), Karin Löfdahl(inne języki), Hans Blomqvist(inne języki), Jan Stolpe(inne języki), Staffan Skott oraz Kerstin Gustafsson(inne języki)
- 2010: Hans Björkegren oraz Ulrika Wallenström(inne języki)
- 2011: Ulrika Wallenström(inne języki) oraz Lena E. Heyman(inne języki)
- 2012: Erik Andersson(inne języki)
- 2014: Aimée Delblanc(inne języki)
- 2018: Lena Fries-Gedin(inne języki)[1][2] oraz John-Henri Holmberg(inne języki)[1][2]
- 2019: Inger Johansson(inne języki) oraz Jan Henrik Swahn
- 2020: Jesper Högström(inne języki) oraz Ulla Roseen(inne języki)[12]
- 2021: Malte Persson[12]